# Steady, As She Goes
«Steady, As She Goes» (рус. Так держать!) — первая песня из альбома Broken Boy Soldiers американской рок-группы The Raconteurs.

## Список композиций
CD
| №  | Название              | Длительность |
| -- | --------------------- | ------------ |
| 1. | «Steady, As She Goes» | 3:36         |
| 2. | «The Bane Rendition»  | 4:20         |

7"
| №  | Название              | Длительность |
| -- | --------------------- | ------------ |
| 1. | «Steady, As She Goes» | 3:36         |
| 2. | «Store Bought Bones»  | 2:26         |

7"
| №  | Название                         | Длительность |
| -- | -------------------------------- | ------------ |
| 1. | «Steady, As She Goes» (acoustic) | 4:10         |
| 2. | «Call It a Day»                  | 3:37         |

## Музыкальные видео
Первое видео на «Steady, As She Goes», снятое американским независимым режиссёром Джимом Джармушом фокусируется на The Raconteurs, исполняющих свою песню. Второе видео, снятое американским комиком Полом Рубенсом демонстрирует любительские гонки на самодельных автомобилях. Прибегнув к сговору с организатором гонок, победу одерживает Джек Лоуренс. Патрик Килер падает с обрыва, Брендан Бенсон слетает с трассы, а Джек Уайт получает выстрел дротиком.

## Критические оценки
Песня достигла 1 места в чарте Mainstream Rock Tracks журнала Billboard, на котором она продержалась 24 недели кряду. «Steady, As She Goes» была номинирована на премию «Грэмми» в категории «Лучшее вокальное рок исполнение дуэтом или группой», но не получила награду.
Раян Домбал из Entertainment Weekly в своей еженедельной колонке Download This заметил, что «дебютный сингл квартета заметно менее странный, чем всё то, чего ожидаешь от призрачного певца [Уайта]», рецензенты New Musical Express же сравнили «Steady, As She Goes» с «могучим рок-гимном „Seven Nation Army“».